# Fascellina cydra
Fascellina cydra är en fjärilsart som beskrevs av Louis Beethoven Prout 1925. Fascellina cydra ingår i släktet Fascellina och familjen mätare. Inga underarter finns listade i Catalogue of Life.